# Haxhi Tafaj
Haxhi Tafaj (ur. 20 stycznia 1925 w Tiranie, zm. 2005) – albański śpiewak operowy (baryton). 

## Życiorys
W latach 1944–1945 należał do grupy pierwszych śpiewaków, którzy tworzyli Chór Państwowy, kierowany przez Kostandina Trako, a także Chór Armii Albańskiej (działający pod kierunkiem Gaqo Avraziego).
Po powstaniu Filharmonii Albańskiej (1950) i Teatru Opery i Baletu (1953) Tafaj został mianowany solistą obu tych zespołów. W tym czasie kształcił swój głos w liceum artystycznym Jordan Misja, pod kierunkiem Marie Krai. W latach 50. Tafaj był jednym z nielicznych albańskich śpiewaków, którzy występowali regularnie poza granicami kraju. W 1955 reprezentował Albanię na V Światowym Festiwalu Młodzieży i Studentów, odbywającym się w Warszawie.
W 1976 przeszedł na emeryturę. Uhonorowany tytułem Zasłużonego Artysty (Artist i Merituar) i Orderem Pracy III klasy.

## Wybrane role
- 1954: Michaił Glinka, Iwan Susanin - jako Zygmunt
- 1955: Kristo Kono, Agimi - jako Breshku
- 1956: Giuseppe Verdi, Traviata - jako doktor
- 1959: Gioacchino Rossini, Cyrulik sewilski jako doktor Bartolo
- 1961: Giacomo Puccini, Madame Butterfly jako Sharpless
- 1964: Imre Kálmán, Księżniczka czardasza jako Miszka
- 1966: Prenk Jakova, Mrika jako Aziz
- 1975: Nikolla Zoraqi, Komisari jako Bamke Qyllolari